# La muerte es mi oficio
La muerte es mi oficio (en francés, La mort est mon métier) es una obra de Robert Merle publicada en 1952 en París por Éditions Gallimard. El autor añadió un prefacio en 1972. Robert Merle había ganado el Premio Goncourt en 1949, tres años antes, por su primera novela, Fin de semana en Zuydcoote, fuertemente apoyada por André Billy  y publicada por Gallimard. 
El libro presenta el personaje de Rudolf Lang, que es “una recreación completa e imaginativa de la vida de Rudolf Hoss", escrita a partir de las memorias del propio Hoss ( El comandante de Auschwitz habla ) y del resumen, comunicado al autor, de las entrevistas que el psicólogo estadounidense Gustave M. Gilbert tuvo con Hoss en su celda durante los juicios de Núremberg; seguida de una descripción, según los documentos de los juicios, del “desarrollo lento y a tientas de la Fábrica de la Muerte de Auschwitz" 
"Flaminéo", la obra escrita en 1951 por Merle, sienta, según Louis Aragon, las bases de la siguiente obra, La muerte es mi oficio,  que será adaptada al cine en los años 1970 y también se basa en una investigación exhaustiva. 

## Contexto
La muerte es mi trabajo fue escrita entre 1950 y 1952.
En su prefacio a la reedición de 1972, Robert Merle dice que era consciente de escribir "Un libro que va contra la corriente. Aun más, mi libro aun no había sido escrito y ya estaba pasado de moda" porque, además de que “se habían escrito numerosos testimonios conmovedores sobre los campos de exterminio […] los recuerdos de la casa de los muertos perturbaron la política occidental: los olvidamos […] Los tabúes más eficaces son aquellos que no dicen su nombre". 

## Resumen
La historia comienza en 1913, cuando Rudolf Lang  tiene 13 años. Recibe una educación católica poco comprendida y muy normativa. Su padre, un comerciante que recibió una educación militar en una familia de militares, totalmente rígido, que cometió un pecado en su juventud en París y que mantiene relaciones tensas con su hijo, quiere que se haga sacerdote para expiar sus propias acciones. Rudolf cree en Dios, hasta el día en que, mientras pelea con uno de sus compañeros de escuela, Werner, este se rompe una pierna. Inmediatamente va a confesarse con un sacerdote. Esa misma noche, su padre se enfurece al enterarse de que su hijo ha hecho algo sin hablar con él al respecto. Rudolf se siente traicionado por el sacerdote, la única persona enterada del episodio, los demás creen que fue un accidente. Sin embargo, se sabrá que en realidad fue el padre del niño herido quien se quejó en una reunión de padres. El mal esta hecho: Rudolf ya no cree en Dios. Su padre muere poco antes de que se declarara la guerra en 1914.
A los dieciséis años, Lang comienza su carrera militar, primero partiendo directamente hacia el frente occidental donde es interceptado y luego enviado de regreso a la retaguardia porque es demasiado joven, luego como ayudante en el hospital militar donde conoce a un dragón de caballería que lo convencerá de regresar a su unidad e ir al frente en Turquía.
Al final de la guerra, se encuentra en paro y rechazado por su familia. Está a punto de suicidarse cuando llega uno de sus colegas y le muestra un folleto diciéndole que no traicione a Alemania haciéndolo. Se une al partido nazi y se le confía la gestión de una granja junto a su esposa Elsie, donde vive jornadas de trabajo duro pero pacífico.
Tras la toma del poder pr Hitler, se une a las SS, aunque no tiene los criterios requeridos para hacerlo. Asciende a posiciones cada vez más importantes en la jerarquía y finalmente se convierte en comandante del campo de Auschwitz. Este campo, primero de concentración, luego de exterminio, se convierte en el lugar de “El lento y vacilante desarrollo de la Fábrica de la Muerte" del pueblo de Auschwitz. Allí recibe órdenes del Reichsführer Himmler de suprimir 500.000 unidades al año en lugar de las ridículas 80.000 unidades de Treblinka. Lang se concentrará en cumplir la misión que se le ha asignado: matar a tantos judíos como sea posible y deshacerse de los cadáveres de la manera más eficiente. Después de la guerra y la caída de Hitler, es encarcelado y luego condenado a la horca. Después de su juicio donde afirma haber solo seguido órdenes, indicando con aire natural que supervisó y participó activamente en el asesinato de "solamente" 2,5 millones de personas en lugar de los 3,5 millones previstos.
A lo largo del libro se muestra incapaz de sentimientos e incluso de acción personal, porque su conducta siempre le ha sido dictada por un líder en el que tenía total confianza. Se considera un obrero sencillo, meticuloso y concienzudo a quien se le ha confiado una misión como cualquier otra. Al final, sin embargo, se lo ve enojado, diciendo que fue traicionado por Himmler, quien, como un cobarde, se suicidó, y por eso no quiso asumir su papel en el exterminio de los judíos, dejando a Rudolf solo como responsable de sus acciones. Hasta el final, sin embargo, acepta su idea del líder, repitiendo fría y metódicamente que él es el único responsable de lo ocurrido en Auschwitz y declarando sin dificultad las atrocidades cometidas. Su único momento de duda llega cuando su esposa se entera de sus actividades, pero, habiendo sido elegido por sus raras cualidades de conciencia, no concede importancia a la moralidad.

## Adaptación cinematográfica
La muerte es mi oficio (alemán: Aus einem deutschen Leben) es una película alemana de 1977, basada en un guion del director Theodor Kotulla y protagonizada por Götz George en el papel principal.   El guion está basado en la novela de Robert Merle.  Al igual que la novela, la película se basa en parte en los interrogatorios del proceso contra Rudolf Hoss, así como en sus notas autobiográficas. Hoss escribió esas notas primero durante su estancia como prisionero de guerra británico y luego, después de su extradición, como prisionero polaco en 1946/47, antes de ser ejecutado como criminal de guerra. 